# Numidotheriidae
Numudotheriidae Shoshani & Tassy, 1996 è una famiglia di Proboscidati estinti, vissuti tra la fine del Paleocene e l'inizio dell'Oligocene e diffusi nel Nord Africa.

## Classificazione
Due generi sono stati assegnati a tale famiglia:
- Numidotherium
- Daouitherium

Vi è anche un terzo genere, Phosphatherium, ma alcuni studiosi sarebbero più propensi ad assegnarlo alla famiglia Phosphatheriidae.

## Scoperta
Sono stati rinvenuti resti fossili in Algeria, Libia, Mali, Marocco e Sahara occidentale.